# André-Marie Charue
André-Marie Charue (Jemeppe-sur-Sambre, 1 juli 1898 - Namen, 20 december 1977) was een Belgisch rooms-katholiek priester en bisschop van Namen van 1941 tot 1974.

## Levensloop
André-Marie Charue, zoon van een boekhouder bij de Glaceries Saint-Roch, liep lagere school in Auvelais. Hij doorliep de humaniora, gevolgd door twee jaar wijsbegeerte, in het Klein Seminarie van Floreffe (1910-1918). Na de theologische vorming in het Groot Seminarie van Namen, werd hij in 1922 tot priester gewijd.
In 1926 promoveerde hij tot doctor in de godgeleerdheid aan de Katholieke Universiteit Leuven en in 1928 tot licentiaat in de Bijbelwetenschappen aan het Bijbelinstituut in Rome. In 1929 promoveerde hij tot magister in de godgeleerdheid. Hij werd docent Heilige Schrift aan het Naamse seminarie en werd tot kanunnik bevorderd.
In december 1941 werd Charue bisschop van Namen benoemd en in februari 1942 tot bisschop gewijd. 
Samen met de andere Belgische bisschoppen verbood hij, onder de bezetting, de deelname in uniform aan kerkelijke plechtigheden. Als gevolg van die beslissing weigerde de pastoor-deken van Bouillon in 1943 de communie aan Léon Degrelle, die in uniform aan de communiebank verscheen. Degrelle gaf de deken een oorveeg en arresteerde hem. Hij sloot hem op in de kelder van de woning van de Degrelles, maar moest hem op bevel van de Duitsers weer vrijlaten. Daarop sloeg de bisschop Degrelle in de ban van de Kerk. De man nam wraak door in de volgende maanden verschillende medewerkers van de bisschop te arresteren, van wie sommigen overleden in een concentratiekamp.
Charue gaf in 1943 toestemming om, nadat gesproken was van verschijningen van Maria in Beauraing en zonder zich over de werkelijkheid hiervan uit te spreken, de Mariaverering, met inbegrip van bedevaarten, te organiseren.
Tijdens het Tweede Vaticaans Concilie speelden enkele Belgische bisschoppen een voorname rol, hierin gesteund door de theologen van de Katholieke Universiteit Leuven. Het betrof voornamelijk kardinaal Leo Suenens, een van de vier moderatoren van het Concilie, de bisschop van Brugge, Emiel Jozef De Smedt en Mgr. Charue, die tot vicevoorzitter werd benoemd van de 'doctrinale commissie', het belangrijkste onderdeel van het Concilie. Hij was een van de belangrijkste auteurs van de constitutie Dei Verbum, over de bronnen van het christelijk geloof. Hij werd ook een van belangrijke inspiratoren van de tekst Lumen gentium, beschouwd als belangrijkste constitutie die door dit Concilie werd geproduceerd. Deze tekst herzag grondig de katholieke kerk door af te stappen van een hoofdzakelijk hiërarchische organisatie naar het idee van het Godsvolk en van een mentaliteit van door vijanden belegerde gemeenschap naar die van zuurdesem in het deeg van de samenleving.
Zeer bekommerd om zijn pastorale opdracht en met veel aandacht voor de opleiding van de priesters van zijn bisdom, bouwde hij een nieuw seminarie.
Na in juni 1974 emeritus te zijn geworden, was hij gedurende zijn laatste levensjaren aalmoezenier in de Naamse Sint-Elisabethkliniek, waar hij in 1977 overleed.

## Wapen

Wapenspreuk Mgr. Charue

Zijn wapenspreuk luidde: Christum oportet crescere. Zo sprak Johannes de Doper tot zijn volgelingen, toen ze hem vroegen of Jezus de Messias was. De volledige tekst luidde: Zo is dan mijn blijdschap vervuld. Hij moet groeien, ik moet verminderen.